# Пантикапей
Пантикапей (на гръцки: Παντικάπαιον, Pantikápaion) е древен град на полуостров Крим. Той се намирал на мястото на днешния град Керч в Украйна.
Градът е наричан също Боспорус (Bosporus, на гръцки Bosporos) по наименованието на Кимерийския Боспор за Керченския проток). Градът е основан като колония от древните гърци от Милет в края на 7 – началото на 6 век пр.н.е. и става столица на Боспорското царство.
Градът се намирал в територията на скитите. След Боспорското царство гръцките градове са управлявани от царете на Понтийското царство, докато територията е превзета от римляните и става римски протекторат.
През 63 пр.н.е. Митридат VI, владетел на Царство Понт и един от най-големите врагове на Рим, се самоубива на Пантикапей. Хълмът, където се намирала крепостта на Пантикапей, се нарича през 18 век от руснаците на него Митридат-планина. През късната античност градът губи от значението, заради все по-честите нападения на варварите. През 3 век Пантикапей, както и цялото Боспорско царство, е нападнат от остготите. Малко преди средата на 4 век се прекратява сеченето на монети по времето на цар Рескупорис VI. През 370-те години хуните унищожават градовете на Боспорското царство. През 5 и 6 век градът, наричан тогава Боспорос, е в Източноримската империя. Тогава там са заселени кримските готи, което е доказано с намерени останки от 5 до 7 век. През 534 г. Юстиниан I заповядва на готски помощни войски да завоюват обратно града, който бил завладян от хуните. През 576 г. Турксант, владетелят на гьоктюрките, завладява града чрез утигурския вожд Ангай. През 7 век градът е под контрола на хазарите.
Разкопките на града започват през 1830 г. През 19 и 20 век се открива некропол и множество добре запазени монети, стели и вази.